# Mário Cardoso
Mário Manuel Cardoso de Araújo (Lisboa, 24 de janeiro de 1950) é um ator, psicólogo, dublador e diretor luso-brasileiro, que fez carreira no Brasil., Desde os anos 90, cede a sua voz a muitos personagens. Já dublou o Carl Carlson da série Os Simpsons (ep. "Homer contra Lisa e o 8ª Mandamento"), o Professor Utônio de As Meninas Superpoderosas e o Walter Nichols do seriado Drake & Josh.No cinema, como ator, já participou de diversos filmes com o grupo Os Trapalhões.

## Filmografia

### Televisão
| Ano  | Título                    | Papel                             | Nota                                   | Emissora      |
| ---- | ------------------------- | --------------------------------- | -------------------------------------- | ------------- |
| 1975 | Cuca Legal                | Denis                             |                                        | Rede Globo    |
| 1975 | Escalada                  | Ricardo                           |                                        | Rede Globo    |
| 1975 | A Moreninha               | Augusto                           |                                        | Rede Globo    |
| 1976 | O Feijão e o Sonho        | Felício                           |                                        | Rede Globo    |
| 1976 | Escrava Isaura            | Henrique Fontoura                 |                                        | Rede Globo    |
| 1977 | Nina                      | João Cláudio                      |                                        | Rede Globo    |
| 1978 | A Sucessora               | Pedro Monte                       |                                        | Rede Globo    |
| 1979 | Feijão Maravilha          | Ivan                              |                                        | Rede Globo    |
| 1980 | Olhai os Lírios do Campo  | Carlo Bellini                     |                                        | Rede Globo    |
| 1980 | Coração Alado             | Beto                              |                                        | Rede Globo    |
| 1981 | Terras do Sem-Fim         | Rui                               |                                        | Rede Globo    |
| 1982 | Paraíso                   | Otávio                            |                                        | Rede Globo    |
| 1983 | Razão de Viver            | Jonas                             |                                        | SBT           |
| 1983 | Vida Roubada              | Dr. Alfredo                       |                                        | SBT           |
| 1984 | Amor com Amor Se Paga     | Rogério Saldanha (Rogê)           |                                        | Rede Globo    |
| 1985 | Uma Esperança no Ar       | Edgar                             |                                        | SBT           |
| 1986 | Dona Beija                | Clariovaldo                       |                                        | Rede Manchete |
| 1986 | Tudo ou Nada              | Adílson                           |                                        | Rede Manchete |
| 1987 | Carmem                    | Ribeiro                           |                                        | Rede Manchete |
| 1990 | Brasileiras e Brasileiros | Bruno                             |                                        | SBT           |
| 1991 | O Fantasma da Ópera       | Bruno                             |                                        | Rede Manchete |
| 1992 | Anos Rebeldes             | Policial                          |                                        | Rede Globo    |
| 1992 | Você Decide               | Barata                            | Episódio: "Em Nome do Filho"           | Rede Globo    |
| 1994 | Você Decide               | Eduardo                           | Episódio: "Amor e Morte"               | Rede Globo    |
| 1996 | Vira-Lata                 | Basílio                           |                                        | Rede Globo    |
| 1996 | Xica da Silva             | Capitão-mor Sebastião Albuquerque |                                        | Rede Manchete |
| 1997 | Você Decide               | Delegado Borges                   | Episódio: "O Mistério do Chupa-Cabra"  | Rede Globo    |
| 1998 | Você Decide               | Episódio: "Dupla Traição"         |                                        | Rede Globo    |
| 2001 | As Filhas da Mãe          | Dr. Aírton                        |                                        | Rede Globo    |
| 2003 | Chocolate com Pimenta     | Delegado Almeida                  |                                        | Rede Globo    |
| 2004 | Linha Direta Justiça      | Oscar Gabriel Jr.                 | Episódio: O Naufrágio do Bateau Mouche | Rede Globo    |
| 2005 | América                   | Oswaldo                           |                                        | Rede Globo    |
| 2005 | Alma Gêmea                | Dr. Santos                        |                                        | Rede Globo    |
| 2005 | A Lua Me Disse            | Olavo                             |                                        | Rede Globo    |
| 2006 | Páginas da Vida           | Gonzaga                           |                                        | Rede Globo    |
| 2007 | Sete Pecados              | Davi                              |                                        | Rede Globo    |
| 2007 | Caminhos do Coração       | Bento Rocha                       |                                        | Rede Record   |
| 2009 | Tudo Novo de Novo         | Teodoro                           |                                        | Rede Globo    |
| 2009 | Caminho das Índias        | Médico                            |                                        | Rede Globo    |
| 2010 | As Aventuras do Didi      | —                                 |                                        | Rede Globo    |
| 2011 | Amor e Revolução          | Thiago Paixão                     |                                        | SBT           |
| 2015 | Milagres de Jesus         | Lacínio                           | Episódio: "O Endemoniado Cego e Mudo"  | Rede Record   |

### Cinema
| Ano  | Título                              | Papel          |
| ---- | ----------------------------------- | -------------- |
| 2016 | Deixe-me Viver                      | Máximo         |
| 2016 | O Estado a que Chegamos             | Pide 7         |
| 1984 | Profissão Mulher                    | Dias           |
| 1982 | Como Matar Uma Sogra                | —              |
| 1981 | Os Saltimbancos Trapalhões          | Frank Severino |
| 1979 | Desejo Violento                     | José           |
| 1979 | Os Foragidos da Violência           | Tony           |
| 1979 | O Rei e os Trapalhões               | Amad           |
| 1976 | E As Pílulas Falharam!              | Cássio         |
| 1974 | O Trapalhão na Ilha do Tesouro      | Carlos         |
| 1973 | Robin Hood, o Trapalhão da Floresta | Robin Hood     |

## Dublagem

### Diretor
- Amy, a Menina da Mochila Azul;
- Carinha de Anjo;
- Poucas Poucas Pulgas;
- Jay Jay, o Jatinho;
- Joana, a Virgem;
- A Madrasta;

### Dublador
- Carl Carlson - Os Simpsons (ep. "Homer contra Lisa e o 8ª Mandamento");
- Pacnador - Pac-Man e as Aventuras Fantasmagóricas;
- Prof. Utonium - As Meninas Superpoderosas; As Meninas Super Poderosas: o Filme; As Meninas Superpoderosas: Geração Z;
- Vladimir de la Vega - Maria do Bairro;
- Jack Cardigan - Tek War;
- Agente Bennett - Projeto Zeta;
- Masumi Izumi - Digimon Adventure e Digimon Adventure 02;
- Jorge Saotome (ajudante de Sr. Koenma e sempre chamado de "Diabo" por ele) - Yu Yu Hakusho;
- Lorde Bravura - Freakazoid;
- Thortle - Missão Marte;
- Seu Sousa (pai da Mônica) - Turma da Mônica;
- Jim Querido - A Dama e o Vagabundo (redublagem) e A Dama e o Vagabundo II: As Aventuras de Banzé;
- Dickie Thurman (Daniel Greene) - Eu, Eu Mesmo e Irene;
- Sgto. Jeremy Mitchell (Dash Mihok) - Mar em Fúria;
- Smedley - O Novo Pica-Pau;
- Don Farmer (Eric McCormack) - Feitiço das Gêmeas;
- Walter Nichols (Jonathan Goldstein) - Drake & Josh;
- Douglas Maldonado (Miguel de León) - A Usurpadora;
- Lawrence Fletcher - Phineas e Ferb (em tudo);
- Bórias (Marton Csokas) - Xena, A Princesa Guerreira;
- Feedback - Ben 10: Omniverse;
- Capitão Inimigo/Overlord - Ben 10: Supremacia Alienígena;
- Nobuyuki Masaki - Tenchi Muyo!;
- Canal Discovery Turbo - Vários programas;
- Bupu - A Guarda do Leão;
- Brad - Esquadrão Marte;